# Ephippiochthonius samius
Espèce
Synonymes
- Chthonius samius Mahnert, 1982

Ephippiochthonius samius est une espèce de pseudoscorpions de la famille des Chthoniidae.

## Distribution
Cette espèce est endémique de Samos en Grèce. Elle se rencontre dans des grottes à Drakei et à Pythagorion.

## Description
Les femelles mesurent de 1,9 à 2,3 mm.

## Étymologie
Son nom d'espèce lui a été donné en référence au lieu de sa découverte, Samos.

## Publication originale
- Mahnert, 1982 : Neue hohlenbewohnende Pseudoskorpione aus Spanien, Malta und Griechenland (Arachnida, Pseudoscorpiones). Mitteilungen der Schweizerischen Entomologischen Gesellschaft, vol. 55, no 3/4, p. 297-304.